# José Miguel de Barandiarán Ayerbe
José Miguel de Barandiarán Ayerbe ou Jose Miguel Barandiaran, appelé également Joxemiel Barandiaran ou Aita Barandiaran (Père Barandiaran) est un prêtre, chercheur et scientifique né le 31 décembre 1889 à Ataun au Guipuscoa, dans le Pays basque espagnol et mort en 1991 à l'âge de 101 ans au même endroit, le 21 décembre 1991. Auteur de nombreuses recherches en anthropologie, en linguistique, en archéologie et en ethnologie, il est considéré comme le patriarche de la culture basque.

## Biographie

### Enfance
José Miguel de Barandiaran, dernier des neuf enfants de Francisco Antonio Barandiarán et Antonia Ayerbe, est né le 31 décembre 1889, dans la ferme Perune-Zarre d'Ataun, au Guipuscoa, au cœur du Pays basque rural, dans laquelle les traditions et les superstitions étaient très enracinées.
Comme chez beaucoup d'autres à l'époque, la vocation religieuse a grandi chez lui, guidée par les enseignements de sa mère, qui avait une foi très profonde. À l'âge de quatorze ans, il va dans le préceptorat de Baliarrain, décidé à être ordonné prêtre (d'un autre côté, il n'avait le choix comme métier qu'entre prêtre et mineur), et passe ensuite au séminaire de Vitoria-Gasteiz, en suivant à la fois des carrières en théologie ainsi que dans le corps enseignant.

### De 1914 à 1936
Il est ordonné prêtre fin 1914 à Burgos, et à partir de l'année 1916 il commence ses recherches sur l'ethnographie et l'archéologie des Basques. En explorant le château de San Gregorio à Ataun, il trouve par hasard plusieurs dolmens préhistoriques. Il est alors mis en contact avec le professeur Telesforo de Aranzadi, professeur de l'université de Barcelone, qui effectuait des recherches sur les dolmens sur le versant navarrais du massif d'Aralar. Celui-ci, à son tour, propose la fouille des dolmens découverts par Barandiaran, avec le géologue et professeur Eguren, à partir de l'été 1917. Les trois hommes collaborent jusqu'à leur séparation en 1936, année du début de la guerre d'Espagne.
En 1921, il crée la Société d'Eusko Folklore, la revue Annuaire d'Eusko Folklore et la série de publications Eusko-Folklore. Matériels et questionnaires, qui rassemble des mythes et des légendes. De même, en 1923 et 1924, il assiste aux cours de l'abbé Breuil, à la demande de ce dernier. À cette époque, il rencontre des difficultés, telles que la politisation de son travail, avec une forte opposition de ses supérieurs ecclésiastiques d'une part et des milieux anticléricaux d'autre part. Cela ne le gêne pas : son travail est malgré tout reconnu dans les domaines académiques et en dehors. Il est nommé patron régional du Musée du Peuple espagnol de Madrid en 1930 et, en 1934, membre du conseil permanent des Congrès Internationaux d'Anthropologie et d'Ethnologie de Londres. Parmi ses disciples à cette époque figurent, entre autres Julio Caro Baroja (neveu de Pío Baroja) qui lui a demandé de l'inclure dans son équipe de recherche. Au début de la guerre, fiché pour ses recherches, le père Barandiaran s'exile au Pays basque français, où il continue ses recherches.

### L'exil
Depuis le port de Mutriku, il embarque à destination du port de Sokoa (Ciboure), à côté de la ville de Saint-Jean-de-Luz. Une fois sur le sol français, depuis le séminaire de Vitoria-Gasteiz, il reçoit l'ordre d'aller au séminaire de Bayonne pour s'occuper des réfugiés séminaristes. Pendant  son exil, il fixe d'abord sa résidence à Biarritz puis, pendant l'année 1941, il s'installe à Sare où il reste jusqu'à son retour en Espagne. À Sare, il poursuit localement ses travaux d'ethnologie et d'archéologie, collaborant avec divers chercheurs français, tel que l'archéologue Georges Laplace. En 1953, il rentre en Espagne et s'installe à Ataun.

### Le retour en Espagne
En octobre 1953, il peut enfin retourner à son Ataun natal. En coïncidence avec son retour heureux, l'université de Salamanque crée la chaire d'études basques « Larramendi », dont le père Barandiaran est le premier professeur invité. Pendant le reste de sa vie, il continue les recherches dans ce domaine et effectue une importante activité de divulgation, jusqu'à son décès, le 21 décembre 1991.

## Hommages
Considéré comme le patriarche de la culture basque, Barandiaran est honoré par de nombreuses municipalités basques qui ont donné son nom à des rues : en Biscaye, à Barakaldo, Bilbao, Durango, Galdakao, Ugao-Miraballes, Santurtzi et Sestao ; au Guipuscoa, à Beasain, Errenteria, Saint-Sébastien, Zarautz et Zumarraga ; et à Vitoria-Gasteiz, la capitale de la province d'Alava. En Navarre, il a une place à Pampelune et une rue dans la commune voisine de Orkoien. Hors du Pays basque, une rue lui est dédiée à Santa Fe, près de Grenade.
Il est nommé docteur honoris causa par les universités d'Alcalá de Henares, du Pays basque et de Deusto.
En 1989, il reçoit la Médaille d'or du mérite des beaux-arts du Ministère de l'Éducation, de la Culture et des Sports espagnol.

## Œuvre
- La Gran enciclopedia vasca, œuvres complètes formant à ce jour 20 volumes publiés entre 1972 et 1984.
- El mundo en la mente popular vasca: creencias, cuentos y leyendas, 1960.
- Paletnografía vasca (concepciones mágicas de Vasconia). Obras completas, Bilbao, volume V, 1974, p. 249-304.
- Sobre las antiguas religiones de los Vascos. Obras completas, volume V, 1974, p. 435-446.
- Mythologie basque. Ed. Annales pyrénéennes, traduction de O. de Marliave, 1989, 120 p.
- Recetas y remedios en la tradicion popular vasca (Colección "Askatasun haizea"), 1989,  (ISBN 8471482428)
- Dictionnaire illustré de mythologie basque. Ed. Elkar, Traduction de M. Duvert, 1993, 372 p.
- Curso monográfico de etnología vasca (édition et avant-propos de Mª Amor de Beguiristain). Ed. Fundación J-M de Barandiaran, 2000, 173 p.
- Bosquejo etnográfico de Sara, Ed. Fundación J-M de Barandiaran, 290 p. & Obras completas, (1974), t. VI, 2000, 9-93.